# Sala capitular

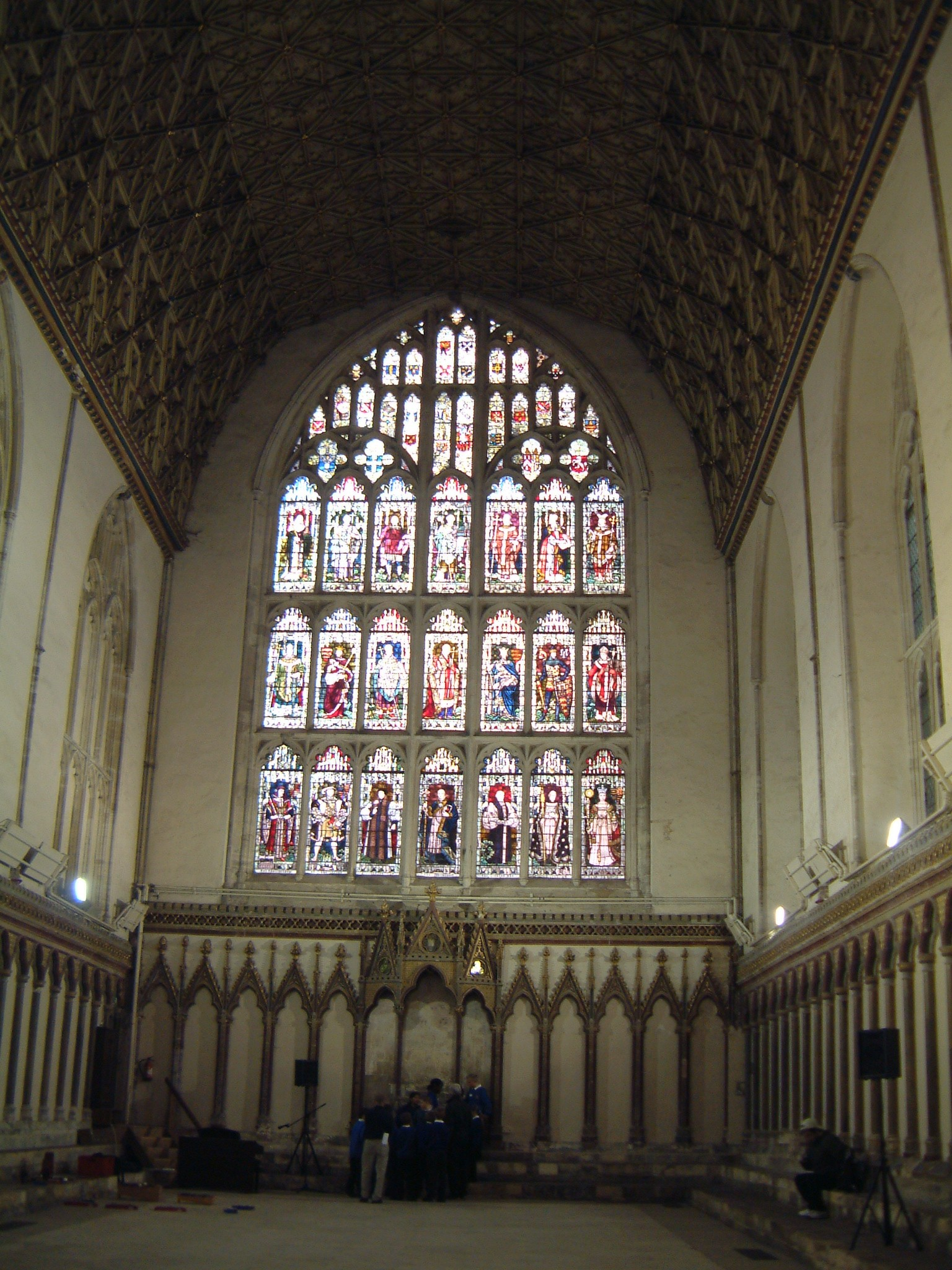
Sala capitular de la catedral de Canterbury

La sala capitular o aula capitular és l'estança d'un monestir construïda generalment a l'ala est del claustre. Sol ser una peça molt àmplia per tal que hi càpiguen tots els monjos, embellida amb una bona ornamentació arquitectònica. En alguns monestirs d'estil romànic o gòtic s'hi accedeix per una entrada que constitueix una veritable façana en menut, amb porta d'arquivoltes i molta decoració.
En aquesta sala es reunia la comunitat de monjos amb l'abat per fer el capítol, és a dir, recordar les escriptures de la regla adoptada i conversar sobre assumptes relatius al monestir i els seus habitants. Les reunions es feien generalment després de la missa, al matí. Els monjos s'asseien al llarg dels murs seguint un rigorós ordre d'antiguitat. S'acabava l'acte amb la confessió pública dels monjos que desitjaven acusar-se ells mateixos de les faltes comeses o bé denunciar algun altre company; en aquest cas se n'havia d'ometre el nom.
El conjunt de la sala capitular era el primer que es construïa al claustre del monestir. Es començava a edificar poc després d'haver-se alçat la capçalera de l'església.